# Rick van Gastel
Pour les articles homonymes, voir Van Gastel.
Rick van Gastel, né le 5 mai 1987 à Rotterdam, est un acteur néerlandais.

## Filmographie

### Cinéma
- 1996 : Le Garçon qui ne voulait plus parler de Ben Sombogaart
- 1997 : De verstekeling (nl) de Ben van Lieshout : Maarten
- 1997 : Karakter : Jongen
- 1998 : Abeltje de Ben Sombogaart : Deux rôles (Abeltje Roef et Johnny Cockle Smith)[2]
- 2000 : Babs (nl) : Boy
- 2006 : Kruistocht in Spijkerbroek (nl) : Le footballeur néerlandais

### Téléfilms
- 1995 : Dag Juf, tot morgen (nl) : Teet Willemse
- 1999 : De zeven deugden
- 1999 : Baantjer : Erik Aflevering : De Cock en de moord uit woede
- 2000 : Abeltje : Deux rôles (Abeltje Roef et Johnny Cockle Smith)
- 2004 : Ernstige Delicten (nl) : Dennis Voorthuizen